# Ulrike Grässler
Ulrike Grässler ou Ulrike Gräßler en graphie allemande, née le 17 mai 1987 à Eilenbourg, est une sauteuse à ski allemande. Lors des premiers Championnats du monde de saut à ski féminin 2009 à Liberec, elle remporte la médaille d'argent derrière l'Américaine Lindsey Van et devant la Norvégienne Anette Sagen.

## Parcours sportif
Prenant part à la Coupe continentale féminine de saut à ski depuis 2004, elle s'est affirmée comme l'une des meilleures sauteuses à ski des années 2000. À deux reprises, en 2007 et en 2010, elle termine à la seconde place du classement général. Elle compte au total quinze victoires dans cette compétition pour 53 podiums entre 2004 et 2011.
En 2009, elle s'inscrit dans l'histoire du saut à ski féminin en montant sur le podium avec une médaille d'argent lors des premiers Championnats du monde de saut à ski féminin qui se sont déroulés à Liberec derrière l'Américaine Lindsey Van et devant la Norvégienne Anette Sagen.

## Palmarès

### Jeux olympiques
| Épreuve / Édition | Sotchi 2014 |
| Saut à ski        | 22e         |

### Championnats du monde
| Épreuve / Édition | Liberec 2009 | Oslo 2011 | Val di Fiemme 2013 | Falun 2015 |
| Petit tremplin    | Argent       | 19e       | 11e                | 22e        |
| Par équipes       |              |           | Bronze             |            |

### Coupe du monde
- Meilleur classement général : 4e en 2012.
- 2 podiums au total obtenus lors de la saison 2011-2012 : 3e à Val di Fiemme puis 3e à Zaō.

#### Classements généraux annuels
| Année | Rang |
| 2012  | 4e   |
| 2013  | 33e  |
| 2014  | 16e  |
| 2015  | 23e  |

### Coupe continentale
- Meilleur classement au général : 2e en 2007 et 2010
- Meilleur classement de la Coupe continentale estivale : 1e en 2008 et 2009
- 53 podiums dont 15 victoires dans sa carrière.